# Nó de torção

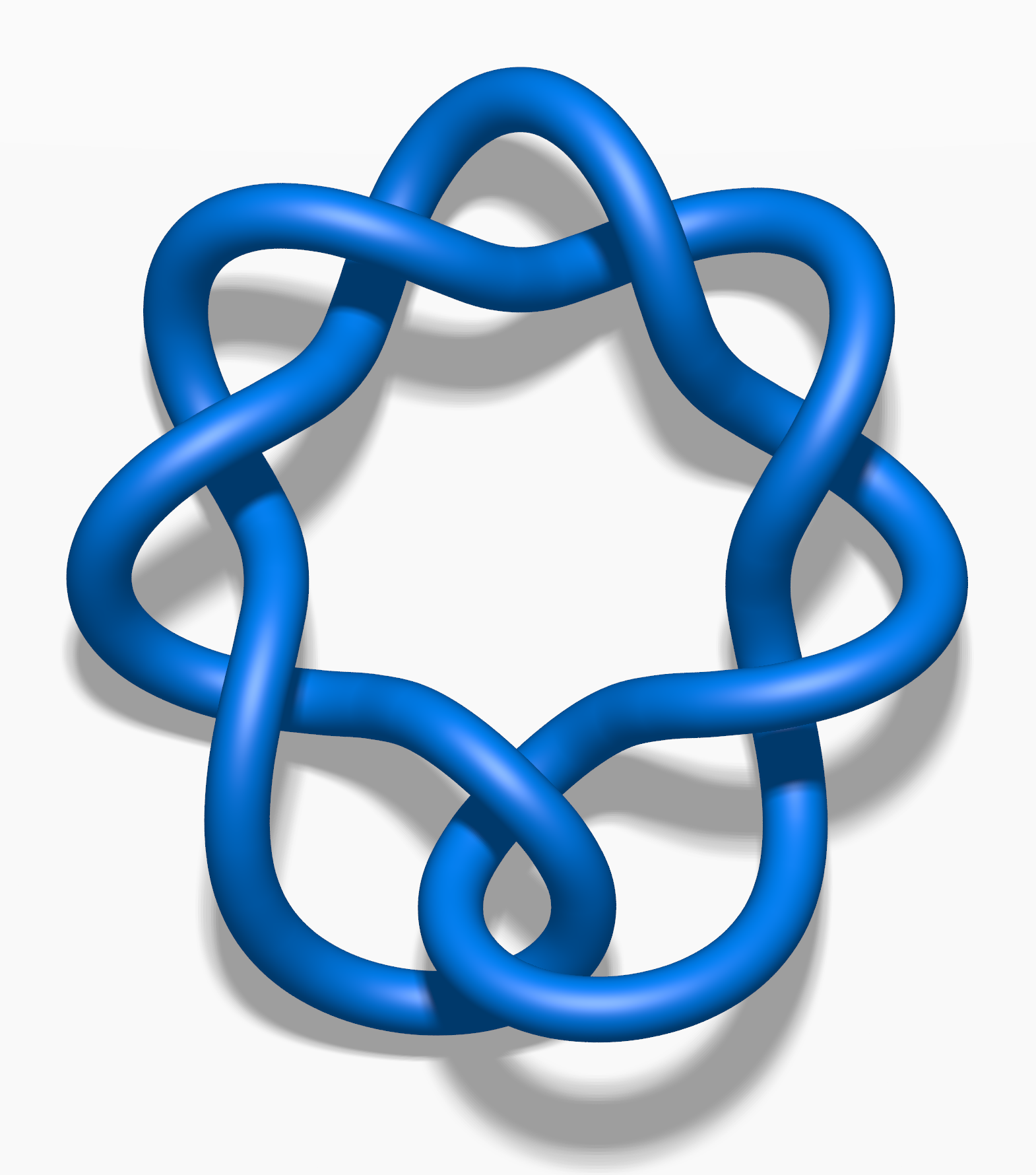
Nó de torção com 6 meias-voltas

Na teoria dos nós, um ramo da matemática, o nó torcido é um nó obtido por repetidas torções em um laço e, em seguida, liga-se as extremidades. Os nós de torção são de uma família de infinitos nós, e são considerados o tipo mais simples de nós após os nós torais.

## Construção
Um nó de torção é obtido pela ligação entre as duas extremidades de um laço torcido. Qualquer número de meia-voltas, podem ser introduzidos ao laço antes de ligar a extremidade, resultando em uma infinita família de possibilidades. As figuras seguintes mostram os primeiros nós de torção:

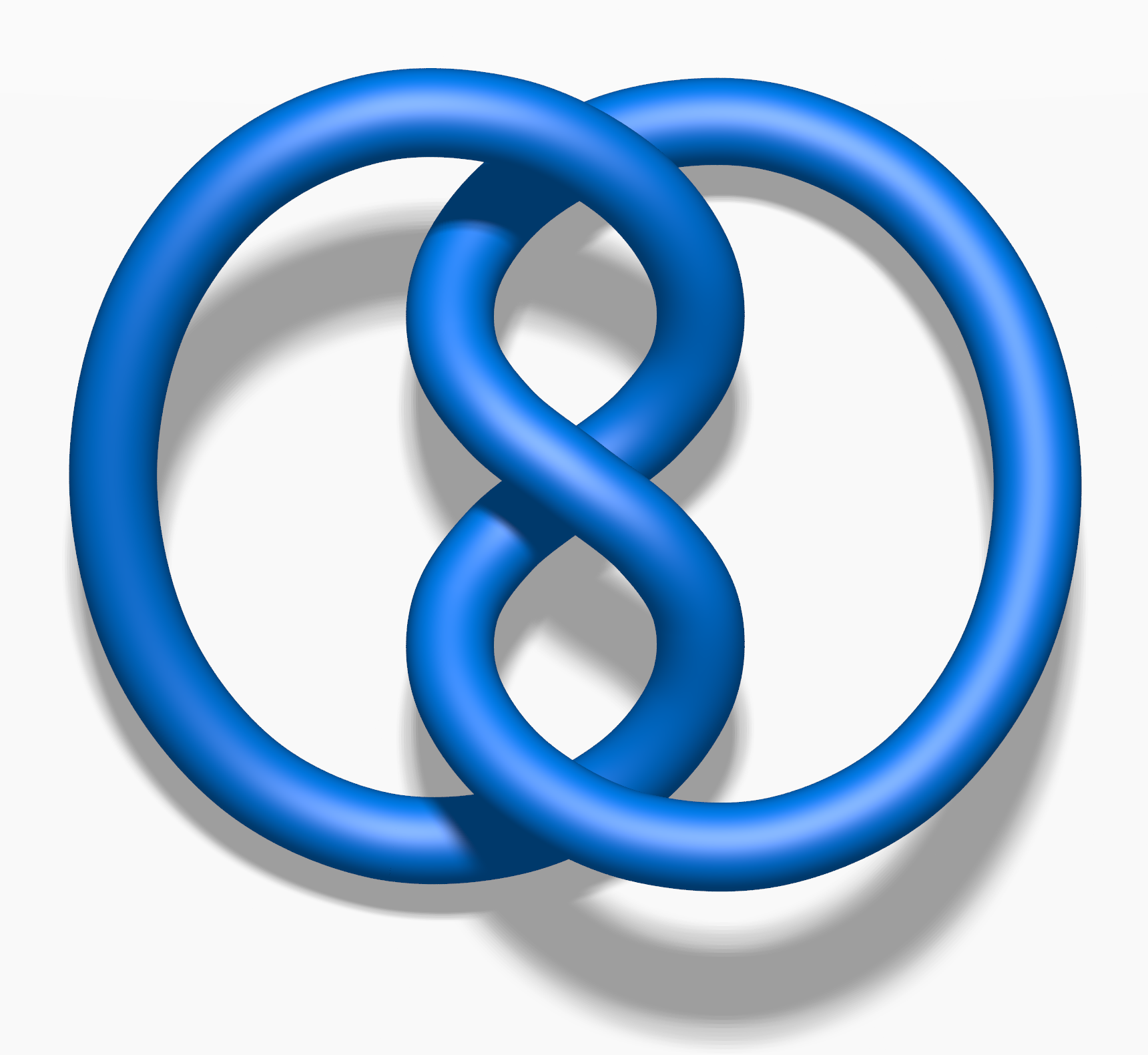
Uma meia-volta  (nó de trevo)
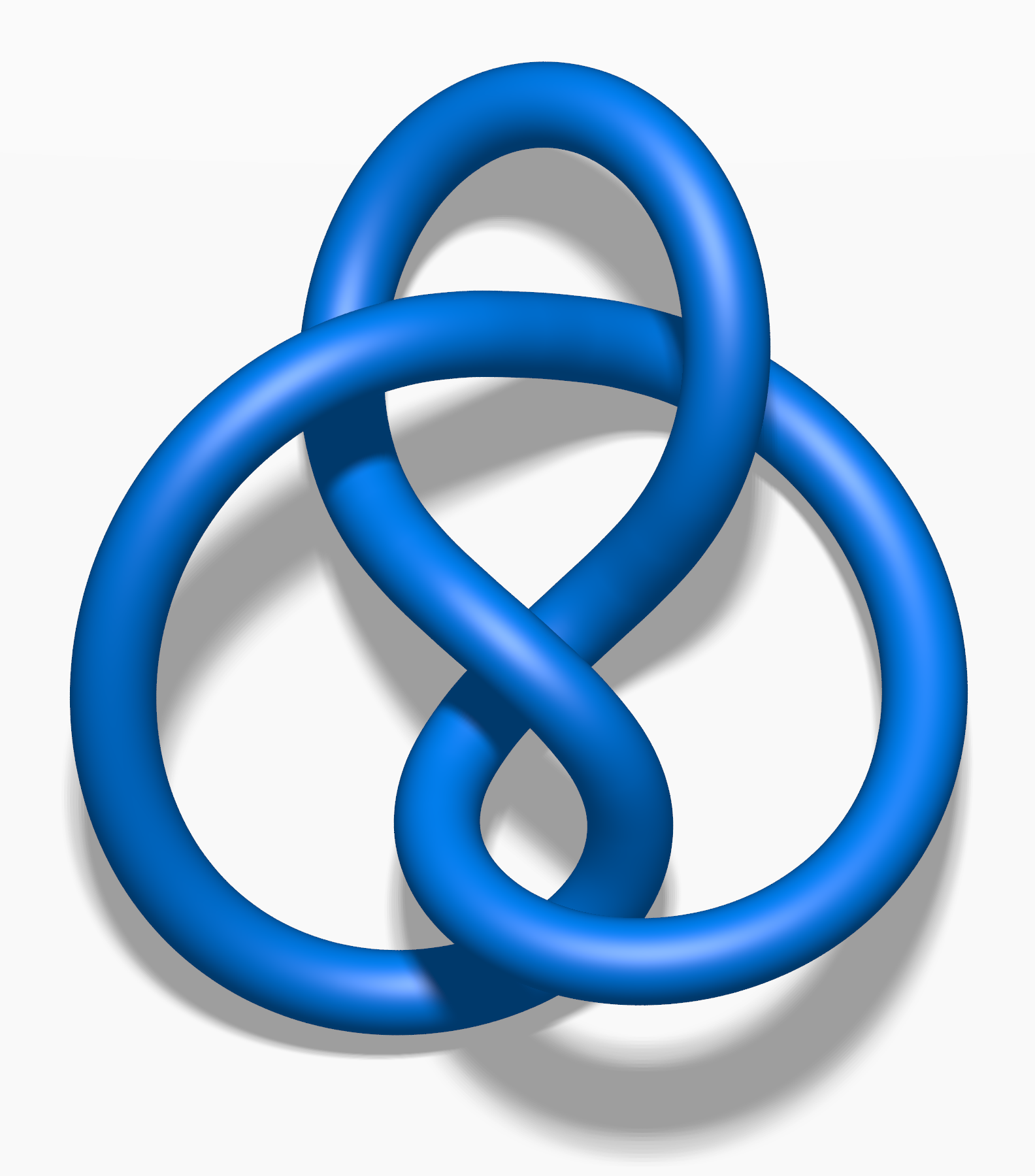
Duas meias-voltas  (Nó figura oito)
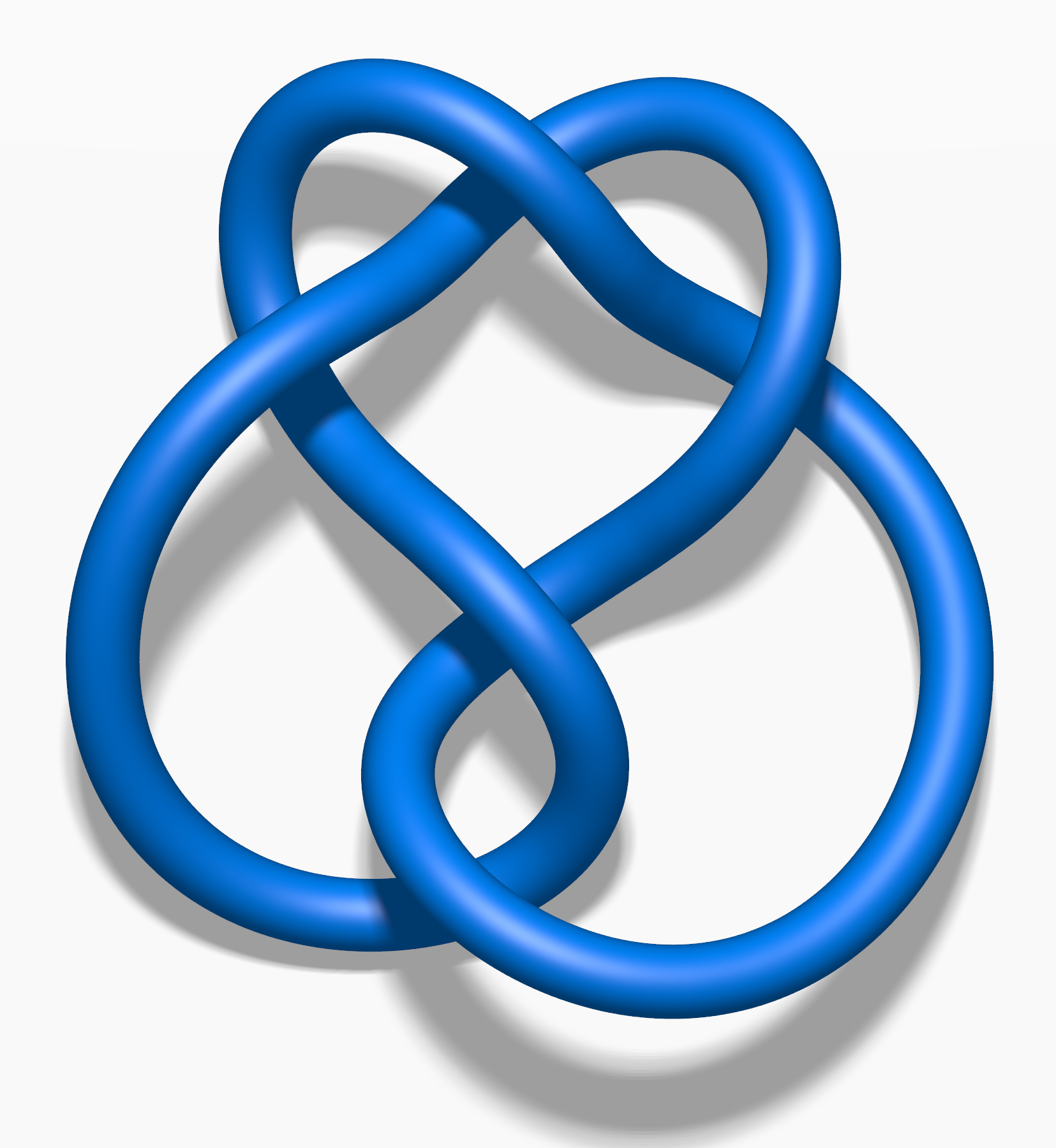
Três meias-voltas  (nó 5,2)
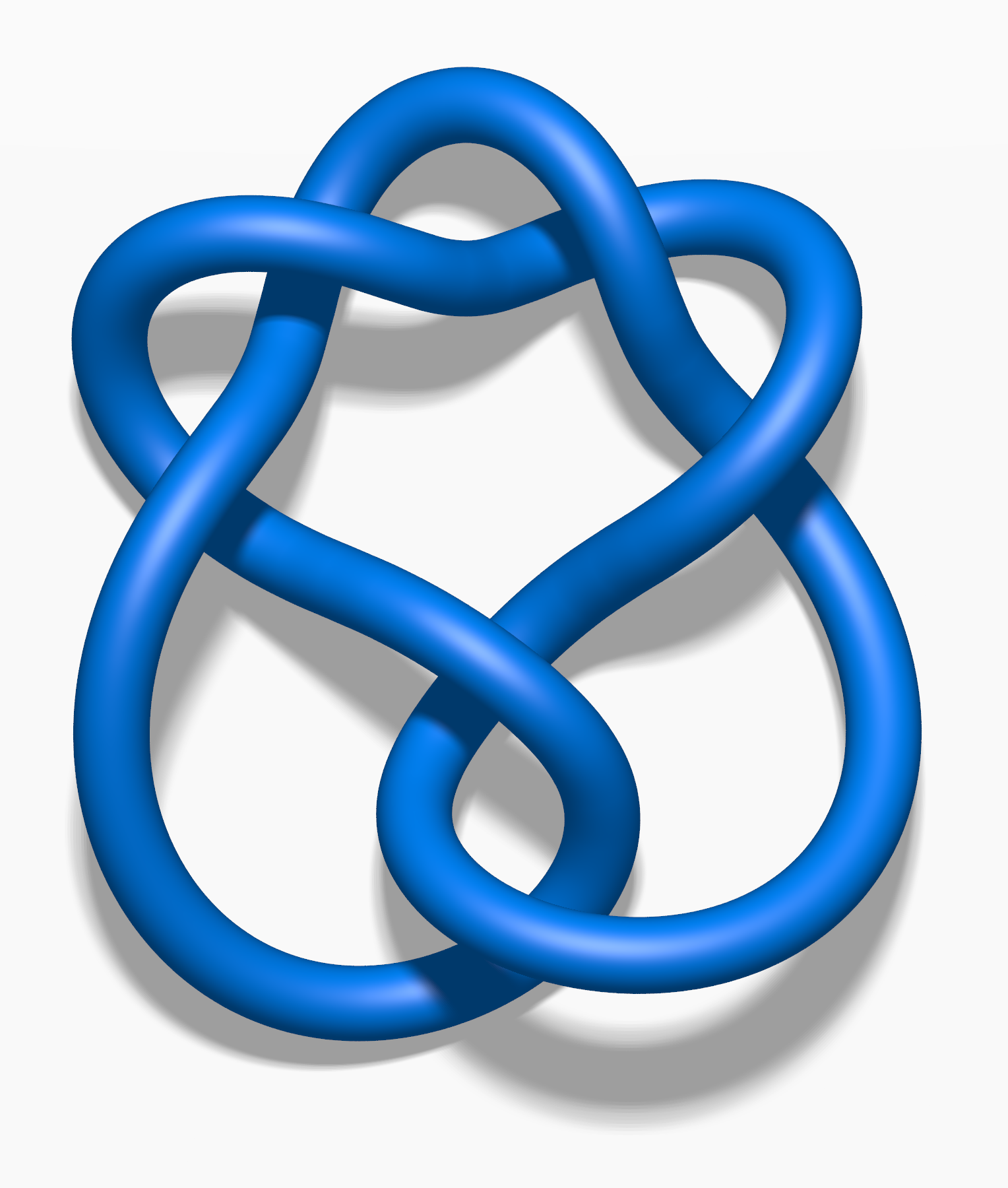
Quatro meias-voltas  (nó 6,1)
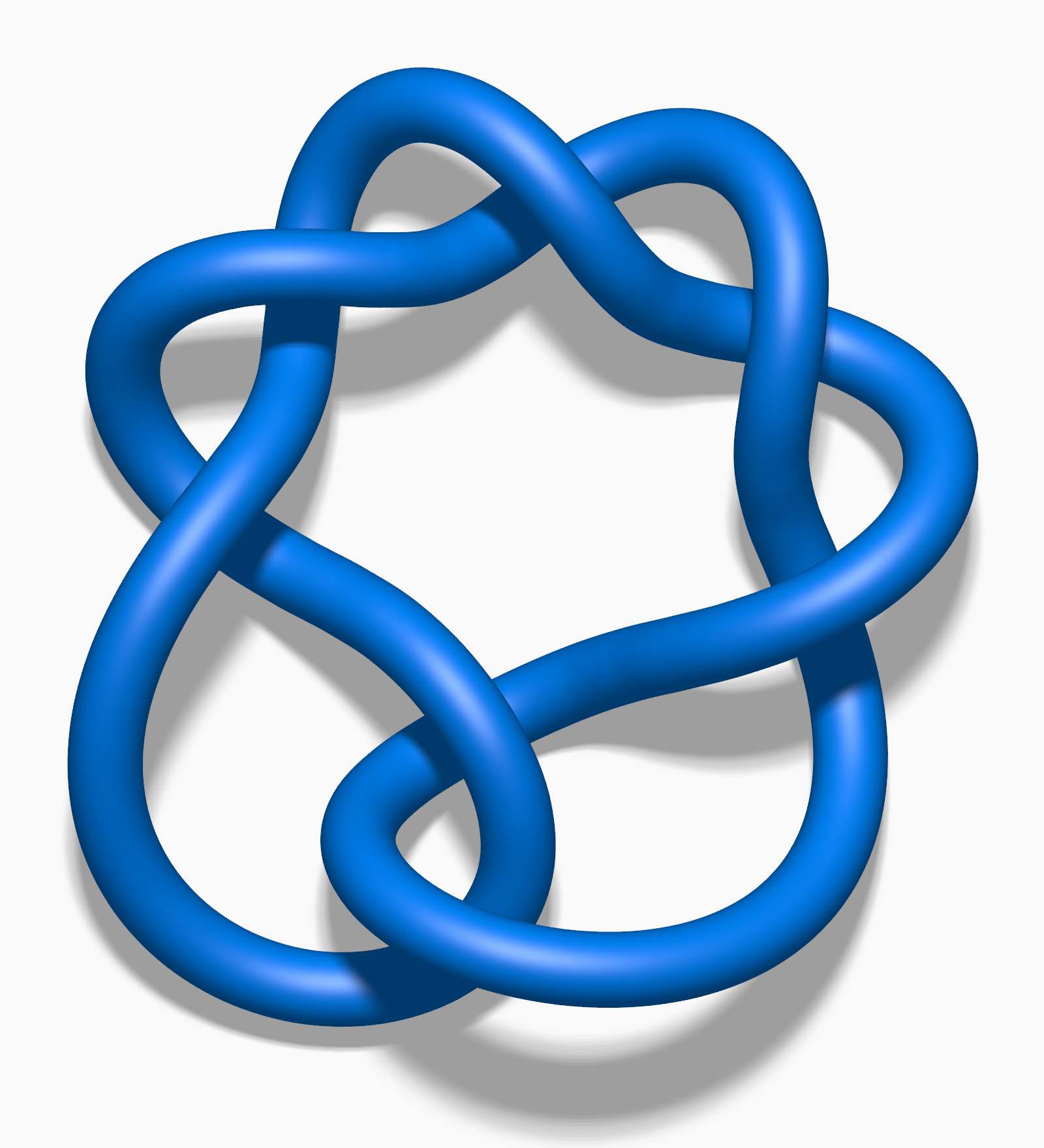
Cinco voltas  (nó 7,2)
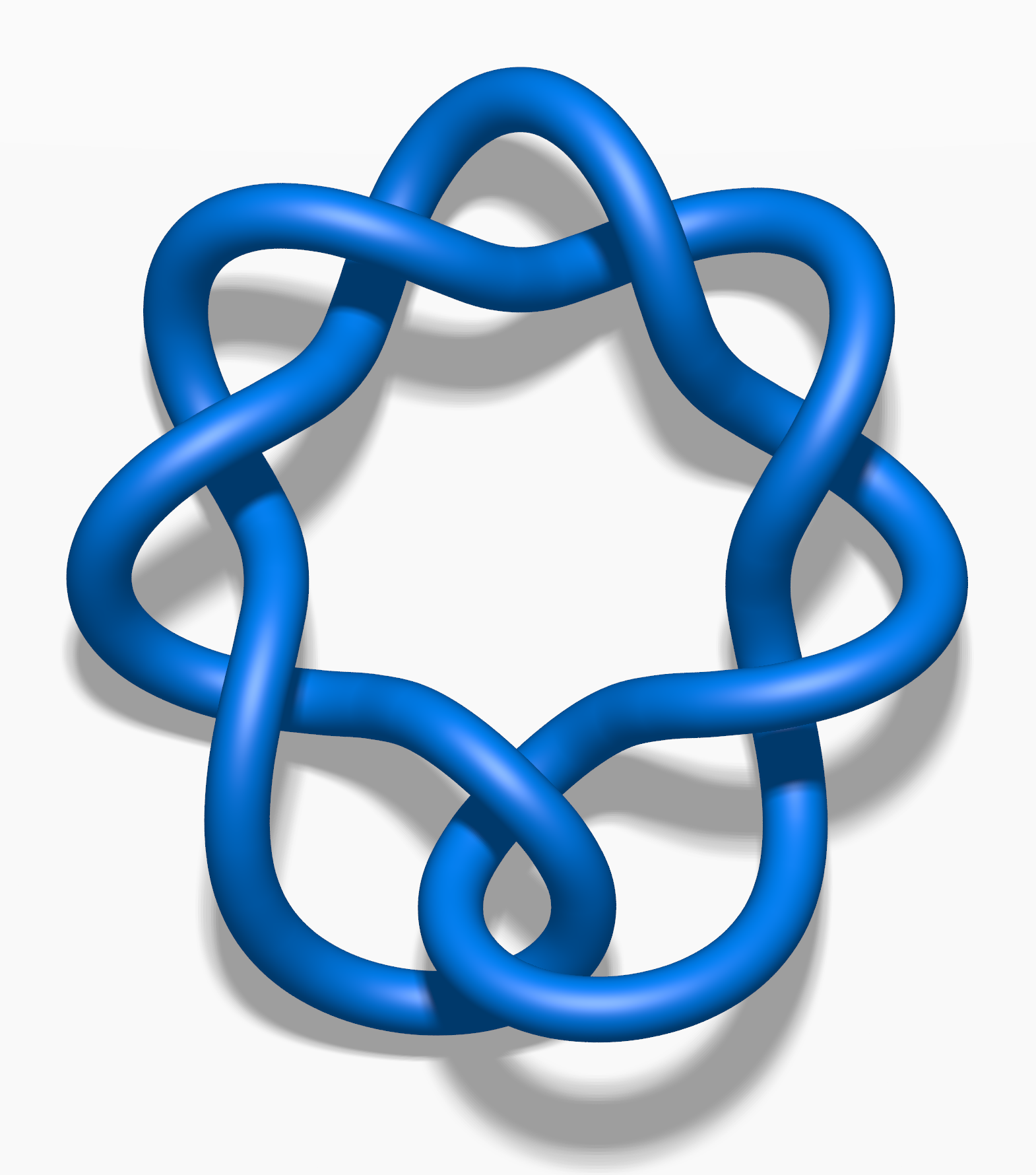
Seis meias-voltas  (nó 8,1)

## Propriedades

O nó 6,1 é criado pela passagem de uma extremidade de umnó trivial com quatro meias-voltas com o outro.

Todos os nós de  torção temos desfazendo número, uma vez que o nó pode ser desatado pelo desligamento de duas extremidades. Cada nó de torção também é um nó de ponto de duas ligações. De nós de torção, apenas o nó trivial e o nó 6,1 são nós de fatia. Um nó de torção com {\displaystyle n} meias-voltas tem o número de cruzamentos de {\displaystyle n+2.} Todos os nós de torção podem ser invertidos, mas os únicos nós de torção ambiquirais são: Nó trivial e o Nó figura oito.

## Constantes
As constantes de um nó de torção depende do número {\displaystyle n} de meias-voltas. O polinômio de Alexander de um nó de torção é dado pela fórmula
{\displaystyle \Delta (t)={\begin{cases}{\frac {n+1}{2}}t-n+{\frac {n+1}{2}}t^{-1}&{\text{se }}n{\text{ é ímpar}}\\-{\frac {n}{2}}t+(n+1)-{\frac {n}{2}}t^{-1}&{\text{se }}n{\text{ é par,}}\\\end{cases}}}
e o polinômio de Conway é
{\displaystyle \nabla (z)={\begin{cases}{\frac {n+1}{2}}z^{2}+1&{\text{se }}n{\text{ é ímpar}}\\1-{\frac {n}{2}}z^{2}&{\text{se }}n{\text{ é par.}}\\\end{cases}}}
Quando {\displaystyle } é ímpar, o polinômio de Jones é
{\displaystyle V(q)={\frac {1+q^{-2}+q^{-n}-q^{-n-3}}{q+1}},}
e quando {\displaystyle } é par, é
{\displaystyle V(q)={\frac {q^{3}+q-q^{3-n}+q^{-n}}{q+1}}.}